# Emil Krause (Fußballspieler, 1908)
Emil Krause (* 21. Januar 1908 in Berlin; † 2. August 1962) war ein deutscher Fußballspieler. Er spielte im Zeitraum von 1926 bis 1944 für drei Berliner Vereine in der höchsten deutschen Spielklasse und kam einmal für die A-Nationalmannschaft zum Einsatz.

## Karriere

### Vereine
18-jährig gehörte er dem SC Wacker 04 Tegel an und spielte in der vom Verband Brandenburgischer Ballspielvereine (VBB) ausgetragenen Berliner Fußballmeisterschaft in der Gruppe A. In dieser erzielte er und der Verein in der Saison 1928/29 mit dem zweiten Platz das beste Saisonergebnis.
Zur Saison 1931/32 wechselte er zu Tennis Borussia Berlin und wurde mit seiner neuen Mannschaft Meister des VBB. In der anschließenden Endrunde der Deutschen Fußballmeisterschaft kam TeBe bis ins Viertelfinale, Krause blieb jedoch ohne Einsatz.
Vor der Saison 1932/33, der letztmals vom VBB ausgetragenen Berliner Meisterschaft, wechselte Krause zu Hertha BSC und gewann mit der "alten Dame" auf Anhieb die Meisterschaft. In der anschließenden Endrunde der Deutschen Fußballmeisterschaft kam Hertha nur bis ins Achtelfinale, Krause blieb erneut ohne Einsatz. Krause spielte bis 1944 für Hertha in der neu geschaffenen Gauliga Berlin-Brandenburg und wurde dabei dreimal Gaumeister. In den Endrunden um die Deutsche Meisterschaft 1934/35 und 1936/37 scheiterte Hertha bereits in der Gruppenphase, Krause bestritt jeweils alle sechs Gruppenspiele. 1943/44 kam er mit Hertha BSC bis ins Viertelfinale.
Des Weiteren absolvierte er von 1935 bis 1943 insgesamt zehn Spiele im Tschammerpokal-Wettbewerb.

### Nationalmannschaft
Am 3. Dezember 1933 bestritt er in Berlin sein einziges Länderspiel für die A-Nationalmannschaft, die mit 1:0 durch das in der 89. Minute von Josef Rasselnberg erzielte Tor gegen die Nationalmannschaft Polens gewann.

## Erfolge
- Gaumeister Berlin-Brandenburg 1935, 1937, 1944 (mit Hertha BSC)
- Berliner Meister 1932 (mit dem Berliner Tennis-Club Borussia), 1933 (mit Hertha BSC)

## Sonstiges
Nach dem Ende seiner Karriere übernahm Krause einige ehrenamtlichen Posten bei Hertha BSC; er erlag 54-jährig einem Schlaganfall.